# Aloysius Haene
Aloysius Haene SMB (niem. Alois Häne; ur. 6 sierpnia 1910 w Kirchbergu, zm. 19 lutego 1999 w Masvingo) – szwajcarski duchowny rzymskokatolicki, misjonarz posługujący w Zimbabwe, prefekt apostolski Fort Victoria w latach 1947–1950, wikariusz apostolski Fort Victoria w latach 1950–1955, biskup diecezjalny Gwelo w latach 1955–1977, przewodniczący Konferencji Episkopatu Zimbabwe w latach 1972–1974, od 1977 biskup senior diecezji Gwelo (od 1982 Gweru).

## Życiorys
Alois Häne urodził się 6 sierpnia 1910 w szwajcarskim Kirchbergu. Formację kapłańską otrzymał w seminarium duchownym stowarzyszenia Bethlehem Mission Immensee (SMB). Święcenia prezbiteratu przyjął 2 kwietnia 1939.
28 marca 1947 papież Pius XII mianował go prefektem apostolskim Fort Victoria.
25 czerwca 1950 papież Pius XII prekonizował go wikariuszem apostolskim nowo erygowanego wikariatu Fort Victoria oraz biskupem tytularnym Nepte. Święcenia biskupie otrzymał 1 października 1950. Głównym konsekratorem był biskup Aston Ignatius Chichester, wikariusz apostolski Salisbury, zaś współkonsekratorami biskup Francesco Costantino Mazzieri, wikariusz apostolski Ndola, i William Patrick Whelan, biskup koadiutor wikariatu Johannesburga.
1 stycznia 1950 w związku z utworzeniem diecezji Gwelo został wyniesiony do godności biskupa diecezjalnego.
Brał udział we wszystkich czterech sesjach Soboru Watykańskiego II – jako ojciec rady. 
W latach 1972–1974 był przewodniczącym Konferencji Episkopatu Zimbabwe.
3 lutego 1977 papież Paweł VI przyjął jego rezygnację z obowiązków biskupa diecezjalnego Gwelo.
Zmarł 19 lutego 1999.